# Ядро (теорія графів)
Ядро графу — це поняття, яке описує поведінку графу відносно гомоморфізмів графу.

## Визначення
Граф {\displaystyle C} є ядром, якщо будь-який гомоморфізм {\displaystyle f:C\to C} є ізоморфізмом, тобто це бієкція вершин {\displaystyle C}.
Ядро графу {\displaystyle G} — це граф {\displaystyle C}, такий, що
1. існує гомоморфізм з {\displaystyle G} в {\displaystyle C}
2. існує гомоморфізм з {\displaystyle C} в {\displaystyle G}
3. з цими властивостями граф {\displaystyle C} мінімальний.

Кажуть, що два графи гомоморфно еквівалентні, якщо вони мають ізоморфні ядра.

## Приклади
- Будь-який повний граф є ядром.
- Цикл непарного порядку є власним ядром.
- Будь-які два цикли парного порядку, і, загальніше, будь-які два двочасткових графи гомоморфно еквівалентні. Ядром будь-якого такого графу є повний граф K2 з двома вершинами.

## Властивості
Будь-який граф має єдине (з точністю до ізоморфізму) ядро. Ядро графу {\displaystyle G} завжди є породженим підграфом графу {\displaystyle G}. якщо {\displaystyle G\to H} і {\displaystyle H\to G}, То графи {\displaystyle G} і {\displaystyle H} обов'язково гомоморфно еквівалентні.

## Обчислювальна складність
Задача перевірки, чи має граф гомоморфізм у власний підграф, є NP-повною, і co-NP-повною задачею є перевірка, чи є граф власним ядром (тобто, що не існує гомоморфізмів у власні підграфи).